# Magical Talroot-kun
Majikaru Tarurūto-kun (まじかる☆タルるートくん?, Majikaru Talroot-kun) è un manga scritto e disegnato da Tatsuya Egawa, pubblicato sulla rivista Weekly Shōnen Jump della Shūeisha dal 1988 al 1992 e successivamente raccolto in 21 volumi tankōbon.
Dal manga è stata tratta anche una serie televisiva anime di 87 episodi prodotta dalla Toei Animation nel 1990 e terminata il 10 maggio 1992, considerata come l'avvento del fenomeno kawaii nell'animazione per ragazze liceali.
Tra il 1991 e il 1992 sono stati inoltre creati tre film d'animazione sul personaggio, chiamati Majikaru Tarurûto-kun, Majikaru Tarurûto-kun: Moero! Yûjô no mahô taisen e Magical Taruruuto-kun: Suki Suki Hot Tako Yaki.
Tra il 1991 e il 1992 vennero pubblicati anche sette videogiochi basati sul manga.

## Trama
Edojou Honmaru frequenta la quinta elementare, e nella sua classe è in assoluto il meno popolare ed il più vessato dai prepotenti, finché un giorno egli incontra Magical Taruruuto-kun.
I magici poteri di Taruruuto lo aiuteranno a confrontarsi e superare le difficoltà di tutti i giorni, come il rapporto con le compagne di classe, gli attacchi dei bulli e numerose altre sfide.

## Episodi
| Nº | Giapponese 「Kanji」 - Rōmaji                             | In onda           | In onda |
| Nº | Giapponese 「Kanji」 - Rōmaji                             | Giapponese        |         |
| 1  | 「オレ、大魔法使い」 - ORE, dai mahōtsukai                | 2 settembre 1990  |         |
| 2  | 「伊代菜にドッキン」 - Iyo sai ni DOKKIN                  | 9 settembre 1990  |         |
| 3  | 「あぶない転校生」 - Abunai tenkōsei                      | 16 settembre 1990 |         |
| 4  | 「ママ、大好き!」 - MAMA, daisuki!                        | 23 settembre 1990 |         |
| 5  | 「魔法でテスト対策」 - Mahō de TESUTO taisaku             | 30 settembre 1990 |         |
| 6  | 「宝もの大作戦!!」 - Takaramono dai sakusen!!             | 7 ottobre 1990    |         |
| 7  | 「私はイジガワルイ」 - Watashi wa IJIGAWARUI              | 14 ottobre 1990   |         |
| 8  | 「魔球で野球だ!!」 - Makyū de yakyū da!!                  | 21 ottobre 1990   |         |
| 9  | 「友情のタコ焼き!」 - Yūjō no TAKOyaki!                   | 28 ottobre 1990   |         |
| 10 | 「うん逆んにご用心」 - Ungyakun ni goyōjin                | 11 novembre 1990  |         |
| 11 | 「必勝ボクシング」 - Hisshō BOKUSHINGU                    | 18 novembre 1990  |         |
| 12 | 「本丸KOパンチ」 - Honmaru KO PANCHI                      | 25 novembre 1990  |         |
| 13 | 「仁義なきお誕生会」 - Jingi naki otanjōkai               | 2 dicembre 1990   |         |
| 14 | 「りあ姉ちゃん登場」 - Ria nee-chan tōjō                  | 9 dicembre 1990   |         |
| 15 | 「本丸家のカゼ騒動」 - Honmaru ka no KAZE sōdō            | 16 dicembre 1990  |         |
| 16 | 「タコ焼きクリスマス」 - TAKOyaki KURISUMASU              | 23 dicembre 1990  |         |
| 17 | 「魔法の国のお友達」 - Mahō no kuni no o-tomodachi        | 30 dicembre 1990  |         |
| 18 | 「ライバーの大逆襲」 - Raivar no Daigyakushū              | 6 gennaio 1991    |         |
| 19 | 「パパにおしおき!」 - Papa no Oshioki                     | 13 gennaio 1991   |         |
| 20 | 「白銀のスキー丸!」 - Hakugin no ski-maru!                | 20 gennaio 1991   |         |
| 21 | 「温泉気分で恋占い」 - Onsenkibunde koiuranai             | 27 gennaio 1991   |         |
| 22 | 「げきれつ号大暴れ」 - Gekiretsu gō dai abare             | 3 febbraio 1991   |         |
| 23 | 「バレンタイン宣言」 - BarEntain sengen                   | 10 febbraio 1991  |         |
| 24 | 「恐怖のじいちゃん」 - Kyōfu no jii-chan                  | 17 febbraio 1991  |         |
| 25 | 「アブナイ雪合戦!?」 - ABUNAI yukigassen!?                | 24 febbraio 1991  |         |
| 26 | 「どすこい本丸!」 - Dosukoi honmaru!                      | 3 marzo 1991      |         |
| 27 | 「本丸、土俵入り!」 - Honmaru, dohyōiri!                  | 10 marzo 1991     |         |
| 28 | 「大阪から来た凄い奴」 - Oosaka kara kita sugoi yakko     | 17 marzo 1991     |         |
| 29 | 「伊代菜の熱き闘い」 - Iyo sai no atsuki tatakai          | 24 marzo 1991     |         |
| 30 | 「ミモラの大破壊!」 - MIMORA no dai hakai!                | 31 marzo 1991     |         |
| 31 | 「春だから恋の応援」 - Haru da kara koi no ōen            | 7 aprile 1991     |         |
| 32 | 「飛び出せ!大怪獣」 - Tobidase! dai kaijū                 | 14 aprile 1991    |         |
| 33 | 「絵本の中で大冒険」 - Ehon no naka de dai bōken          | 21 aprile 1991    |         |
| 34 | 「倒せ!どわっは大王」 - Taose! dowaa wa daiō              | 28 aprile 1991    |         |
| 35 | 「たこや菌で世界征服」 - Takoya kin de sekai seifuku      | 5 maggio 1991     |         |
| 36 | 「俺は男だ伊知川累」 - Ore wa otoko da ichigawa rui       | 12 maggio 1991    |         |
| 37 | 「真昼のドッジボール」 - Mahiru no dojj IBOURU            | 19 maggio 1991    |         |
| 38 | 「本丸最凶最悪の日」 - Honmaru sai kyō saiaku no hi       | 26 maggio 1991    |         |
| 39 | 「いい本丸 悪い本丸」 - Ii honmaru warui honmaru          | 2 giugno 1991     |         |
| 40 | 「ざけんじゃねえよ」 - Zakenjaneeyo                       | 9 giugno 1991     |         |
| 41 | 「素直じゃねえよ!」 - Sunao ja nee yo!                    | 16 giugno 1991    |         |
| 42 | 「口は災いのもと?」 - Guchi wa wazawai no moto?           | 23 giugno 1991    |         |
| 43 | 「夏だ!プール開き」 - Natsu da! PUURU biraki              | 30 giugno 1991    |         |
| 44 | 「かみなり様にお願い」 - Kaminari yō ni onegai            | 7 luglio 1991     |         |
| 45 | 「新ライバル登場!」 - Shin RAIBARU tōjō!                  | 14 luglio 1991    |         |
| 46 | 「必勝プール対決!」 - Hisshō PUURU taiketsu!              | 21 luglio 1991    |         |
| 47 | 「イタズラ臨海学校」 - ITAZURA rinkai gakkō               | 28 luglio 1991    |         |
| 48 | 「ヘトヘト肝だめし」 - HETOHETO kimo da meshi             | 4 agosto 1991     |         |
| 49 | 「かっぱっぱ川下り」 - Kappappa gawa kudari               | 11 agosto 1991    |         |
| 50 | 「ど根性がまん大会」 - Dokonjō gaman taikai               | 18 agosto 1991    |         |
| 51 | 「魔法で宿題するる?」 - Mahō de shukudai sururu?          | 25 agosto 1991    |         |
| 52 | 「サッカーで勝負!」 - SAKKAA de shōbu!                    | 1º gennaio 1991   |         |
| 53 | 「一人ぼっちの誕生日」 - Hitoribocchi no tanjōbi          | 8 settembre 1991  |         |
| 54 | 「やまびこ・友だち」 - Yamabiko. tomodachi                | 15 settembre 1991 |         |
| 55 | 「秋の日のデート」 - Aki no hi no DEETO                   | 22 settembre 1991 |         |
| 56 | 「本丸、涙の決心」 - Honmaru, namida no kesshin           | 29 settembre 1991 |         |
| 57 | 「激突!武闘会!!」 - Gekitotsu! butō kai!!                 | 6 ottobre 1991    |         |
| 58 | 「立ちあがれ!本丸」 - Tachiagare! honmaru                 | 13 ottobre 1991   |         |
| 59 | 「本丸、最後の闘い!」 - Honmaru, saigo no tatakai!        | 20 ottobre 1991   |         |
| 60 | 「まじかるワールド」 - Maji karu WAARUDO                  | 27 ottobre 1991   |         |
| 61 | 「生き返り大作戦」 - Ikikaeri dai sakusen                 | 10 novembre 1991  |         |
| 62 | 「さようなら、本丸」 - Sayōnara, honmaru                  | 17 novembre 1991  |         |
| 63 | 「魔法使いで超満員」 - Mahōtsukai de chō manin            | 24 novembre 1991  |         |
| 64 | 「合体!伊知川ミモラ」 - Gattai! ichigawa MIMORA           | 1º dicembre 1991  |         |
| 65 | 「ライバーの片想い」 - RAIBAA no kataomoi                 | 8 dicembre 1991   |         |
| 66 | 「とんでもマラソン」 - Tondemo MARASON                    | 15 dicembre 1991  |         |
| 67 | 「タルのたこやき屋」 - TARU no takoyaki ya                | 22 dicembre 1991  |         |
| 68 | 「あつあつスケート」 - Atsuatsu SUKEETO                   | 29 dicembre 1991  |         |
| 69 | 「最高だぜお正月!」 - Saikō daze oshōgatsu!               | 5 gennaio 1992    |         |
| 70 | 「ズキズキ虫歯菌!!」 - ZUKIZUKI mushiba kin!!             | 12 gennaio 1992   |         |
| 71 | 「さわやかなオトコ」 - Sawayaka na OTOKO                  | 19 gennaio 1992   |         |
| 72 | 「男闘呼と勝負っ!」 - Otoko tōko to shōbu!!               | 26 gennaio 1992   |         |
| 73 | 「ライバー純情日記」 - RAIBAA junjō nikki                 | 2 febbraio 1992   |         |
| 74 | 「りあの愛の物語」 - Riano ai no monogatari               | 9 febbraio 1992   |         |
| 75 | 「たるる!コックさん」 - Taruru! KOKKU-san                 | 16 febbraio 1992  |         |
| 76 | 「寧代にとっくん!」 - Yasushi dai ni tokkun!              | 23 febbraio 1992  |         |
| 77 | 「必殺シゴト人参上!」 - Hissatsu SHIGOTO ninjinjō!        | 1º marzo 1992     |         |
| 78 | 「善人!?じゃば夫」 - Zennin!? jaba otto                   | 8 marzo 1992      |         |
| 79 | 「仲直りって大変!」 - Nakanaoritte taihen!                | 15 marzo 1992     |         |
| 80 | 「秘(まるひ)スクープ合戦」 - SUKUUPU kassen               | 22 marzo 1992     |         |
| 81 | 「ぽんぽこタヌ吉くん」 - Ponpoko TANU yoshi-kun           | 29 marzo 1992     |         |
| 82 | 「みんな愛しちゃう(ハートマーク)」 - Minna aishichau      | 5 aprile 1992     |         |
| 83 | 「宿命のバレー決戦」 - Shukumei no volley kessen          | 12 aprile 1992    |         |
| 84 | 「励まし侍!参上!!」 - Hagemashi samurai! sanjō!!          | 19 aprile 1992    |         |
| 85 | 「伊知川の兄妹仁義」 - Ijigawa no kyōdai jingi            | 26 aprile 1992    |         |
| 86 | 「じんとくんで特訓」 - Jintokun de Tokkun                 | 3 maggio 1992     |         |
| 87 | 「一番大事なキッス(ハートマーク)」 - Ichiban daijina kiss | 10 maggio 1992    |         |

## Videogiochi
Nei primi anni '90 vari video game basati su Magical Taruruto vennero pubblicati per varie piattaforme. Di seguito la lista dei giochi rilasciati.
| Titolo                               | Data rilascio (Giappone) | Console         | Casa sviluppatrice |
| ------------------------------------ | ------------------------ | --------------- | ------------------ |
| Magical Taruruto: Fantastic World    | 21 marzo 1991            | Family Computer | Bandai             |
| Magical Taruruto                     | 15 giugno 1991           | Game Boy        | Bandai             |
| Magical Taruruto                     | 5 giugno 1991            | Game Gear       | Tsukuda Ideal      |
| Magical Taruruto                     | 28 marzo 1992            | Super Famicom   | Bandai             |
| Magical Taruruto                     | 24 aprile 1992           | Mega Drive      | Game Freak         |
| Magical Taruruto 2: Mahō Daisakusen  | 19 giugno 1992           | Family Computer | Bandai             |
| Magical Taruruto 2: Raiba Zone Panic | 10 luglio 1992           | Game Boy        | Bandai             |